# Mesynium aristatum
Mesynium aristatum là một loài thực vật có hoa trong họ Linaceae. Loài này được (Engelm.) W.A. Weber mô tả khoa học đầu tiên năm 1984.